# Goose house Phrase 15 HEPTAGON
《Goose house Phrase #15 HEPTAGON》為Goose house的第6張正規專輯，於2017年2月22日發行。

## 概要
- 與上次同時發行的專輯《Goose house Phrase #10 Milk》、《Goose house Phrase #11 Bitter》相距約2年。
- 「HEPTAGON」在英語中是七角形的意思。
- 成員竹澤汀參與的最後一張專輯[2][3]。
- 專輯收錄了第3、4、5張單曲的歌曲。

## 收錄內容

### CD
- 作詞作曲皆為Goose house

1. 屬於我們的自我 （僕らだけの等身大）(4:19)
  - 5th單曲收錄曲
2. Fly High, So High (4:46)
  - 4th單曲收錄曲
3. You (4:26)
4. 戀與雨（恋と雨） (3:44)
5. MUSIC～淚之彩虹～（MUSIC～涙の虹～） (4:45)
6. ALL MY LOVE (3:59)
7. 為你拍手（君に拍手を） (4:44)
8. 邪惡國王的故事（悪い王様のお話） (4:00)
9. 那一天的歌（あの日の歌） (4:21)
10. LOVE & LIFE (5:01)
  - 3rd單曲收錄曲

### DVD (初回限定盤)
1. 屬於我們的自我（僕らだけの等身大）Music Video
2. Fly High, So High Music Video
3. LOVE & LIFE Music Video

## 外部連結
- Goose house 『僕らだけの等身大』Music Video （页面存档备份，存于）
- 僕らだけの等身大／Goose house （页面存档备份，存于）
- Goose house 『Fly High, So High』Music Video （页面存档备份，存于）
- Fly High,So High.／Goose house （页面存档备份，存于）
- Goose house 『LOVE & LIFE』Music Video （页面存档备份，存于）
- LOVE & LIFE／Goose house（ORIGINAL） （页面存档备份，存于）